# Megabothris bispinosa
Megabothris bispinosa är en loppart som först beskrevs av Sychevsky 1960.  Megabothris bispinosa ingår i släktet Megabothris och familjen fågelloppor. Inga underarter finns listade i Catalogue of Life.